# 八柱国
八柱国（はちちゅうこく）は、中国の西魏において柱国大将軍に任じられた8名の将軍のこと。その筆頭である宇文泰が次の北周を建て、他の7名の多くが建国の功臣として扱われた。

## 概要
元々、柱国大将軍は称号である「柱国」と官職である「大将軍」が組み合わさった称号で、単なる上位の軍人に与えられる雑号将軍の扱いであったが、北魏後期の孝荘帝の時代にその擁立に功績があった爾朱栄が与えられて丞相よりも上位に位置づけられたことによって、国家の事実上の最高指導者の地位とみなされるようになった。
その後、北魏末期の混乱によって爾朱氏が滅び、高歓と宇文泰が別々の皇帝を擁立して北魏が分裂状態（東魏と西魏）に陥ると、それぞれ柱国大将軍に任ぜられた（前者は532年、後者は537年）。宇文泰は自分だけでなく、皇族の重鎮であった元欣や自分と同じ武川鎮軍閥に属する6名の有力な将軍にも柱国大将軍を与え、548年に宇文泰が大冢宰を称して後の北周の国制につながる官制改革（『周礼』に由来する三公・六卿の導入）に導入する頃には8名の柱国大将軍が任じられた。これが八柱国と呼ばれる人々である。
八柱国の下には十二大将軍を置き、さらにその下に二十四開府を置き、この24軍団が西魏・北周における府兵制の基礎となった。また、八柱国を出した家（八柱国家）は、門閥の筆頭に位置づけられていた（『周書』）。
宇文氏は胡族系元勲との通婚を重視していただけではなく、政権甚盤を安定化するために、宇文泰、宇文護、武帝と権力者が変わるたびに、于氏、達奚氏、楊氏、尉遅氏、李氏（李遠系）、竇氏などの「八柱国十二大将軍クラス」の胡族系元勲と繰り返し通婚、関係強化を図っており、それだけ胡族系元勲の動向に神経をとがらせていた。楊翠微（北京語言大学）は、宇文氏の婚姻事例のうち、約5割が西魏時代の「八柱国十二大将軍」を中心とする胡族であることを指摘し、宇文氏は胡族を重視し、婚姻を通じた緊密な紐帯が存在していたと指摘する。毛漢光（国立台湾大学）は、宇文氏の婚姻事例の約7割が元氏・胡族で占められていること、宇文氏と漢人郡姓の婚姻が少ないことを指摘し、宇文氏が元氏・胡族と通婚することで北周の安定を図ったとする。

## 八柱国の構成員
八柱国
1. 使持節・総百揆・柱国大将軍・都督中外諸軍事・録尚書事・大行台・安定郡開国公 宇文泰
2. 使持節・太尉・柱国大将軍・大都督・尚書左僕射・隴右行台・少師・隴西郡開国公 李虎
3. 使持節・太傅・柱国大将軍・大宗師・大司徒・広陵王 元欣
4. 使持節・太保・柱国大将軍・大都督・大宗伯・趙郡開国公 李弼
5. 使持節・柱国大将軍・大都督・大司馬・河内郡開国公 独孤信
6. 使持節・柱国大将軍・大都督・大司寇・南陽郡開国公 趙貴
7. 使持節・柱国大将軍・大都督・大司空・常山郡開国公 于謹
8. 使持節・柱国大将軍・大都督・少傅・彭城郡開国公 侯莫陳崇

十二大将軍（参考）
1. 使持節・大将軍・大都督・少保・広平王 元賛
2. 使持節・大将軍・大都督・淮安王 元育
3. 使持節・大将軍・大都督・斉王 元廓（のちの恭帝）
4. 使持節・大将軍・大都督・秦南秦等十五州諸軍事・秦州刺史・章武郡開国公 宇文導
5. 使持節・大将軍・大都督・平原郡開国公 侯莫陳順
6. 使持節・大将軍・大都督・雍北雍等七州諸軍事・雍州刺史・高陽郡開国公 達奚武
7. 使持節・大将軍・大都督・陽平公 李遠
8. 使持節・大将軍・大都督・范陽郡開国公 豆盧寧
9. 使持節・大将軍・大都督・化政郡開国公 宇文貴
10. 使持節・大将軍・大都督・荊州諸軍事・荊州刺史・博陵郡開国公 賀蘭祥
11. 使持節・大将軍・大都督・陳留郡開国公 楊忠
12. 使持節・大将軍・大都督・岐州諸軍事・岐州刺史・武威郡開国公 王雄

## 八柱国を巡る問題
上記の八柱国の序列は『周書』巻16及び『大唐六典』巻2（尚書吏部・司勲郎中条）に基づくものである。ところが、そのうちの1人である李虎の順位だけが諸書によって序列が異なっているのである。すなわち、『通典』巻34（職官一六・勲官条）・『文献通考』巻64（職官一八・勲官条）では元欣の下（第3位）、『資治通鑑』巻163（梁・簡文帝大宝元年条）では李弼の下（第4位）に置かれている。これについては前島佳孝の研究があり、唐の時代に編纂された『周書』の段階において李虎すなわち唐の追尊皇帝・太祖を皇祖と位置づけ他の人臣の下に置かれないように史料操作が行われたとみる（北周の建国者である宇文泰の第1位を動かせない）。前島は八柱国のうち、李虎・侯莫陳崇以外の6名（宇文泰を含む）が官制改革時に六卿に任じられた事実に着目し、少師であった李虎は少傅であった侯莫陳崇よりは上位であるが、六卿よりは下位、すなわち第7位が正しい順位であったと推定している。
また、山下将司は、「八柱国」の語は唐代の創作とする説を出している。これに対して、前島佳孝は十二将軍の1人に楊忠（隋の追尊皇帝・太祖）がいることを指摘し、隋の時代には皇室（十二将軍家）よりも上位であった八柱国については触れられない社会状況にあった可能性を指摘して山下説の問題点を指摘する一方で、宇文護と元子孝が西魏段階で柱国大将軍に任じられているとそれぞれの列伝から判断できること、八柱国の制度が成立する直前（547年）に没した若干恵およびその子孫が北周において八柱国と同等の待遇を受けていること、北周期に柱国大将軍になった家の中にも同様な家が存在すること、そして八柱国のうち元欣と李虎は北周成立以前に没し、宇文泰も没してその後継者は皇帝に即位し、建国直後に趙貴・独孤信が粛清されて北周初期には八柱国のうち3名しか残っていなかった事実を指摘して、8名の柱国大将軍を代表される「八柱国グループ」とでも呼ぶべき門閥集団が存在していたとしても、「8名の定員」などの制度としての八柱国は存在しなかった可能性は高いとして、山下説を高く評価している。

## 八柱国の民族的出自
柱国大将軍のメンバーのうち、宇文泰、元欣、独孤信、于謹、侯莫陳崇は鮮卑である。また、宇文泰、李虎（唐の高祖李淵の祖父）、独孤信、趙貴、侯莫陳崇は武川鎮の人である。十二大将軍のメンバーのうち、元賛、元育、元廓、宇文導、侯莫陳順、達奚武、豆盧寧、宇文貴、賀蘭祥は鮮卑であり、元賛、元育、元廓は西魏の皇族、侯莫陳順は八柱国の一人の侯莫陳崇の兄で武川の人、達奚武は北魏の皇族である。以上から、鮮卑と明証のない人は、八柱国では、李虎、李弼、趙貴の三人であるが、このうち李虎と趙貴はその祖先が武川鎮に移っている。十二大将軍のうち、李遠、楊忠（隋文帝の父）、王雄が鮮卑の明証がないが、楊忠はその祖先が武川に移っており、李遠は隴西成紀の人というが、その祖父は高平鎮に移っている。また、王雄は太原王氏という漢人の名門を称しているが、字は「胡布頭」という漢人らしくない名をもち（漢人の字は二字が普通）、太原王氏を仮託しているとみられる。したがって、八柱国は鮮卑か武川鎮の人が根幹を形成し、十二大将軍も鮮卑で大部分が構成されているなかに、楊忠と李虎が含まれているのであり、しかもいずれも武川に移ったことが明らかである以上（武川鎮軍閥は、北魏に対する北方からの侵略に対抗するための首都防衛の第一線であるため、北魏の根幹を構成する鮮卑拓跋部の人たちが中心になって勤務していた）、隋室楊氏が弘農華陰の楊氏といい、唐室李氏が隴西狄道、もしくは隴西成紀の人と称していたとしても、これを純粋の漢人とみなすことはできない。また、八柱国の一人の独孤信は、その長女を宇文泰の子の宇文毓に嫁がせ、また四女を李虎の子の李昞に嫁がせ、さらに七女を十二大将軍の一人の楊忠の子の楊堅に嫁がせており、これはいずれものち北周、隋、唐の王朝を形成したのでたまたま判明しているが、八柱国十二大将軍家はいずれも婚姻関係によってもかたく結ばれていたろうと推定される。